# Zorro (televíziós sorozat, 2014)
A Zorro (eredeti cím: Zorro – The Chronicles) francia televíziós 3D-s számítógépes animációs sorozat. Franciaországban a France 3 vetítette, Magyarországon a Minimax sugározta. Jelenleg az M2 adja. 

## Magyar változat
A szinkront a Subway Stúdió készítette.
- Bemondó: Megyeri János
- Magyar szöveg: Nagy Orsolya, Szabó Anita, Gyenes István
- Hangmérnök: Kis Pál
- Gyártásvezető: Terbócs Nóra
- Szinkronrendező: Tomasevics Zorka
- Produkciós vezető: Kicska László

Magyar hangok:
- Barát Attila – Don Parasol
- Berecz Kristóf Uwe – Tishi
- Bolla Róbert – Don Rodrigo Malapensa
- Csémy Balázs – Zorro
- Cs. Németh Lajos – Don Alejandro
- Czifra Krisztina – Dona Isabella
- Czirják Csilla – Tainah
- Dézsy Szabó Gábor – Monasterio
- Losonczi Kata – Dona Maria
- Makra Viktória – Carmen
- Márkus Sándor – Ramirez
- Németh Gábor – Don Luis Verdugo
- Pavletits Béla – Gonzales
- Potocsny Andor – Garcia
- Rosta Sándor – Don Luis Villalonga
- Szokol Péter – Carlos
- Tornyi Ildikó – Ines

## Epizódok
1. A visszatérés (The Return)
2. Az ezüstbánya (The Mine)
3. A csapda (The Trap)
4. Lázadó szívek (Two Rebel Hearts)
5. A Mester (The Maestro)
6. A Monterey ágyúk (The Cannons of Monterey)
7. A váltságdíj (The Ransom)
8. Zorro igazi arca (Zorro True Face)
9. Zorro hasonmása (Zorro and his Double)
10. Zorro, a tolvaj (Zorro the Thief)
11. A csordaterelés (The Cattle Drive)
12. Los Angeles harangja (A Bell for Los Angeles)
13. A tornádó (The Tornado)
14. A tenger szellemei (The Spirit of the Sea)
15. A harag magjai (Grains of Wrath)
16. A csel (The Plot)
17. Aszály (Drought)
18. Az örökség (The Desirable Heiress)
19. A bombabiztos terv (The Foolproof Plan)
20. A kincses térkép (The Treasure Map)
21. Mint a farkasok (Like Wolves)
22. Halálugrás (The Leap)
23. Száműzetés (Banished)
24. Az imposztor (The Impostor)
25. Szabadkéz (Carte Blanche)
26. Hatalom (Force)